# I'd Climb the Highest Mountain
I'd Climb the Highest Mountain is een Amerikaanse dramafilm uit 1951 onder regie van Henry King.

## Verhaal
William Thompson is een predikant uit het zuiden van de Verenigde Staten. Hij is pas getrouwd met de stadsvrouw Mary Elizabeth. William krijgt een nieuwe gemeente toegewezen in de bergen van Georgia, waar de gemoederen soms hoog oplopen. Hij wordt zelf het mikpunt van kritiek, wanneer hij het kind van een atheïst meeneemt voor een uitje. Hij staat voor zijn grootste uitdaging, als er een epidemie uitbreekt in de gemeenschap.

## Rolverdeling
| Acteur            | Personage                    |
| ----------------- | ---------------------------- |
| Susan Hayward     | Mary Elizabeth Eden Thompson |
| William Lundigan  | William Asbury Thompson      |
| Rory Calhoun      | Jack Stark                   |
| Barbara Bates     | Jenny Brock                  |
| Gene Lockhart     | Jeff Brock                   |
| Lynn Bari         | Mevrouw Billywith            |
| Ruth Donnelly     | Glory White                  |
| Kathleen Lockhart | Mevrouw Brock                |
| Alexander Knox    | Tom Salter                   |